# Refuge du Lac-Blanc (Haute-Savoie)
Pour les articles homonymes, voir Refuge du Lac-Blanc.
Le refuge du Lac-Blanc est un refuge situé en France dans le département de la Haute-Savoie en région Auvergne-Rhône-Alpes.

## Géographie
Il se trouve à 2 352 mètres d'altitude dans les aiguilles Rouges, au bord du lac Blanc, sur la commune de Chamonix-Mont-Blanc. Il est situé sur l'itinéraire du sentier de grande randonnée de pays Tour du Pays du Mont-Blanc et non loin de celui du sentier de grande randonnée Tour du Mont-Blanc qui passe un peu plus en aval sur le Grand Balcon Sud.

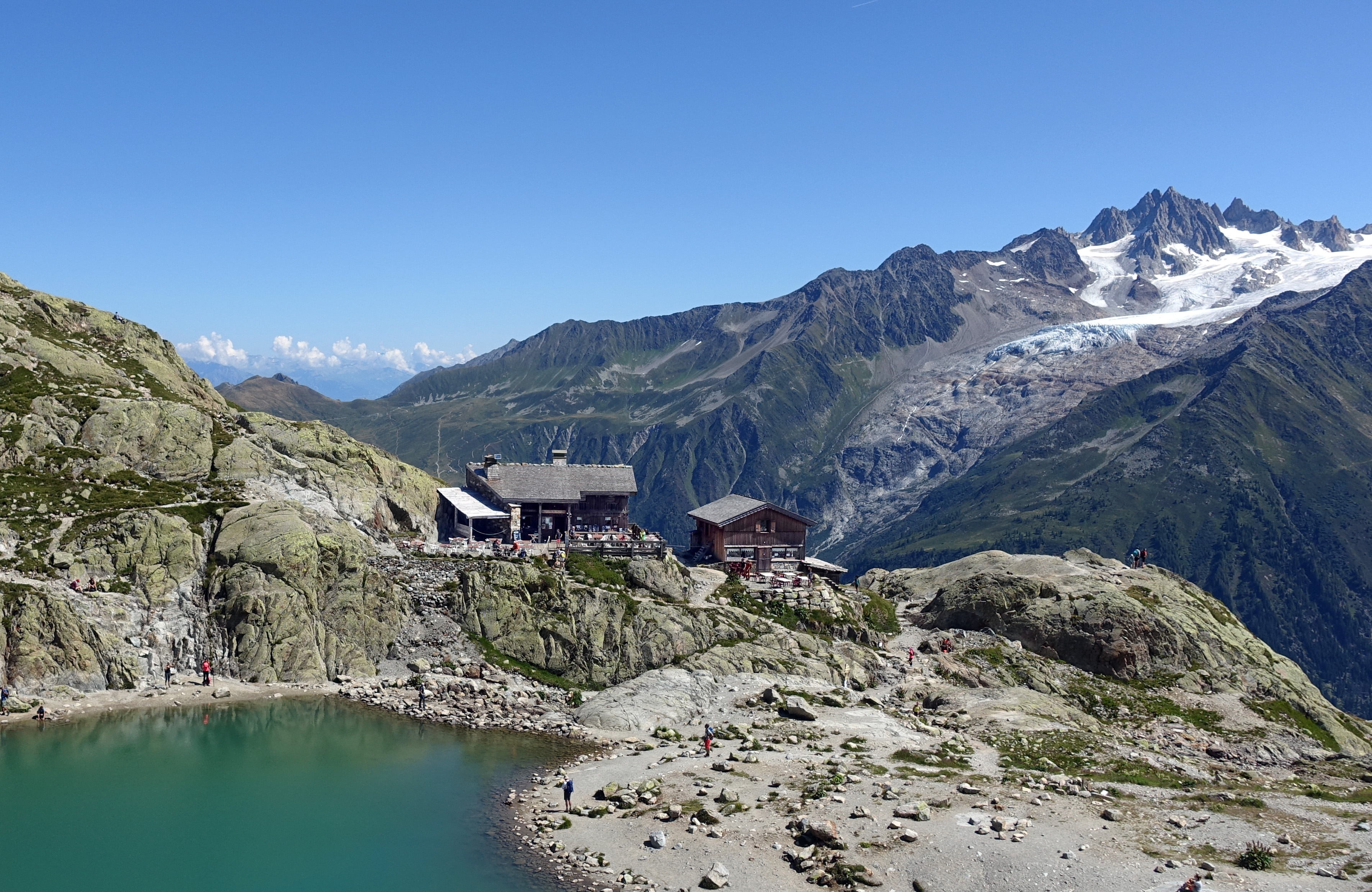
Le refuge du Lac-Blanc au bord du lac avec de l'autre côté de la vallée de Chamonix le glacier et l'aiguille du Tour.

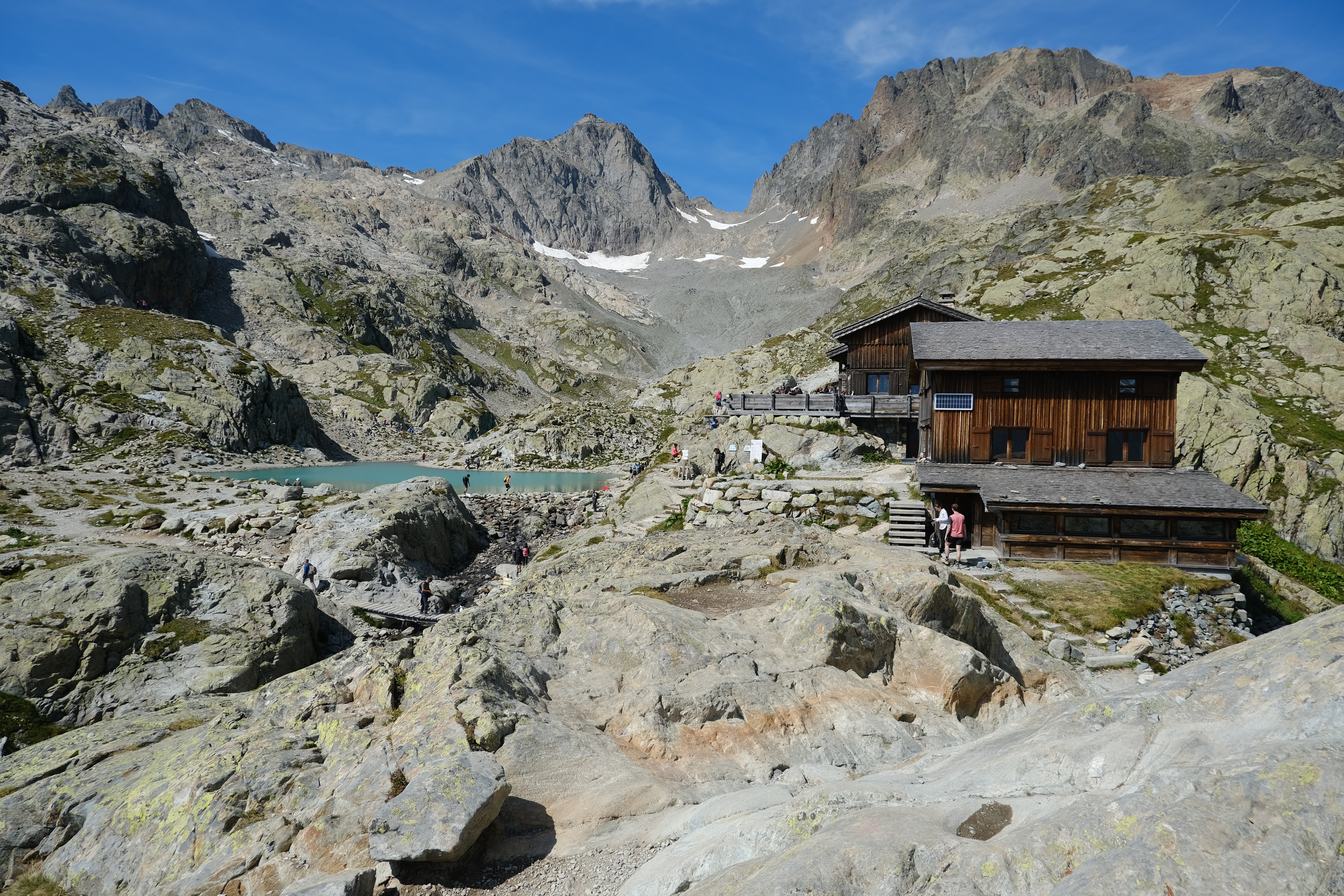
Le refuge avec le lac Blanc au pied du col du Belvédère et des aiguilles du Belvédère à gauche et de la Tête Plate à droite.